# Leonid Tibiłow
Leonid Tibiłow (oset. Тыбылты Харитъоны фырт Леонид) (ur. 28 marca 1952) – osetyjski polityk, minister bezpieczeństwa Osetii Południowej w latach 1992–1998, prezydent Osetii Południowej od 19 kwietnia 2012 do 21 kwietnia 2017.

## Życiorys
Leonid Tibiłow urodził się w 1952 w miejscowości Wierchnij Dwan (ob. Zemo Dwani) w rejonie znaurskim. W 1969 ukończył szkołę w miejscowości Awnewi. W 1974 ukończył studia na Wydziale Fizyki i Matematyki Państwowego Instytutu Pedagogicznego Osetii Południowej. Następnie, od listopada 1974 do listopada 1975 służył w Armii Radzieckiej.
W latach 1975–1981 pracował w szkolnictwie, będąc kolejno nauczycielem fizyki i matematyki, dyrektorem szkoły w Znauri oraz wicedyrektorem Wydziału Matematycznego w Instytucie Kształcenia Nauczycieli Osetii Południowej.
We wrześniu 1981 rozpoczął pracę w szeregach KGB. Ukończył w tym celu specjalny kurs w Mińsku. Pracował w Departamencie Spraw Kryminalnych, a następnie kierował Departamentem Bezpieczeństwa Gospodarczego. 28 maja 1992, po utworzeniu Ministerstwa Bezpieczeństwa Republiki Osetii Południowej, stał na jego czele do 1998. Od 14 lipca 1992 do 1 stycznia 1995 stał na czele Służb Bezpieczeństwa Połączonych Sił ds. utrzymania pokoju i porządku w strefie konfliktu gruzińsko-osetyjskiego. W grudniu 1998 uzyskał awans do stopnia generała. W sierpniu 1998 został mianowany przez prezydenta pierwszym wicepremierem Osetii Południowej.
W marcu 1999 r. objął stanowisko współprzewodniczącego Połączonej Komisji Kontroli ds. konfliktu gruzińsko-osetyjskiego. Do 2002 przewodniczył jednej z komisji eksperckich zajmujących się tą sprawą. W latach 2002–2004, po zdobyciu mandatu deputowanego, pełnił funkcję wiceprzewodniczącego parlamentu Osetii Południowej. W 2004 uzyskał status dyplomatyczny „ambasadora nadzwyczajnego i pełnomocnego”.
W 2006 wziął udział w wyborach prezydenckich. Zajął w nich drugie miejsce, zdobywając 0,9% głosów i przegrywając z urzędującym prezydentem Eduardem Kokojtym. Od czerwca 2007 do września 2009 był prezesem zarządu jednego z osetyjskich banków.
1 lutego 2012 r. został zgłoszony do komisji wyborczej jako kandydat na urząd prezydenta Osetii Południowej w wyborach prezydenckich zaplanowanych na 25 marca. 29 lutego jego kandydatura została oficjalnie zatwierdzona. Wybory prezydenckie w 2012 były drugimi z kolei wyborami w Osetii Południowej po tym, jak poprzednie z listopada 2011 r. zostały unieważnione przez sąd. W wyborach tych nie wziął udziału żaden z poprzednich kandydatów.
W pierwszej turze wyborów 25 marca Tibiłow zajął pierwsze miejsce, zdobywając 42,48% głosów poparcia, a w drugiej 8 kwietnia pokonał swego rywala Dawida Sanakojewa, osetyjskiego rzecznika praw obywatelskich, uzyskując 54,12% głosów. 19 kwietnia 2012 został zaprzysiężony na stanowisku prezydenta. Jako prezydent był zwolennikiem bliskich związków z Rosją. W lutym 2016 wystąpił z projektem przeprowadzenia w kraju referendum na temat przyłączenia Osetii Południowej do Federacji Rosyjskiej.
Po raz drugi wziął udział w wyborach prezydenckich 9 kwietnia 2017. Jego głównym rywalem był przewodniczący parlamentu, Anatolij Bibiłow. Obaj kandydaci uważani byli za zwolenników ściślejszej współpracy z Federacją Rosyjską i zyskali sobie nieformalne poparcie ze strony jej władz. Bibiłow zwyciężył już w pierwszej turze głosowania, uzyskując 54,8% głosów poparcia, podczas gdy Tibiłow zdobył 33,7% głosów, a trzeci Alan Gagłojew – 10,1% głosów.